# Trofeu Costa Etrusca
El Trofeu Costa Etrusca (en italià: Trofeo Costa Etrusca) va ser una competició ciclista femenina italiana que es disputava anualment a la província de Liorna, a la Toscana. Es va organitzar de 1997 a 2011.
Al 2007 i 2008 la competició es va dividir en dos grans premis independents, i a l'any 2009 en tres. Al 2011, l'últim any que es va córrer, es va tornar a disputar com una única cursa.

## Palmarès
| Any  | Vencedora                                  | Segona                 | Tercera                |
| ---- | ------------------------------------------ | ---------------------- | ---------------------- |
| 1997 | Imelda Chiappa                             | Edita Pucinskaite      | Fabiana Luperini       |
| 1998 | Simona Parente                             | Catherine Marsal       | Luisiana Pegoraro      |
| 1999 | Zinaida Stahurskaja                        | Catherine Marsal       | Luisiana Pegoraro      |
| 2000 | Edita Pucinskaite                          | Svetlana Samochvalova  | Giovanna Troldi        |
| 2001 | Fabiana Luperini                           | Zinaida Stahurskaja    | Simona Parente         |
| 2002 | Nicole Cooke                               | Noemi Cantele          | Simona Parente         |
| 2003 | Susanne Ljungskog                          | Nicole Cooke           | Rochelle Gilmore       |
| 2004 | Oenone Wood                                | Regina Schleicher      | Edita Pucinskaite      |
| 2005 | Nicole Cooke                               | Nicole Brändli         | Modesta Vzesniauskaite |
| 2006 | Fabiana Luperini                           | Trixi Worrack          | Dorte Lhose Rasmussen  |
| 2007 | Gran Premi Riparbella-Montescudaio         |                        |                        |
| 2007 | Martina Corazza                            | Monia Baccaille        | Susanne Ljungskog      |
| 2007 | Gran Premi Santa Luce-Castellina Marittima |                        |                        |
| 2007 | Nicole Cooke                               | Fabiana Luperini       | Nicole Brändli         |
| 2008 | Gran Premi Riparbella-Montescudaio         |                        |                        |
| 2008 | Kristin Armstrong                          | Fabiana Luperini       | Noemi Cantele          |
| 2008 | Gran Premi Santa Luce-Castellina Marittima |                        |                        |
| 2008 | Noemi Cantele                              | Regina Bruins          | Judith Arndt           |
| 2009 | Gran Premi Riparbella-Montescudaio         |                        |                        |
| 2009 | Sarah Düster                               | Emma Johansson         | Noemi Cantele          |
| 2009 | Gran Premi Santa Luce-Castellina Marittima |                        |                        |
| 2009 | Linda Villumsen                            | Modesta Vzesniauskaite | Emma Johansson         |
| 2009 | Gran Premi Rosignano-Livorno               |                        |                        |
| 2009 | Emma Pooley                                | Kristin Armstrong      | Marianne Vos           |
| 2010 | No disputat                                |                        |                        |
| 2011 | Shelley Olds                               | Grace Verbeke          | Martine Bras           |